# Nikola Žekov
Nikola Todorov Žekov (Sliven, 6. siječnja 1865. – Füssen, 1. studenog 1949.) je bio bugarski general i vojni zapovjednik. Tijekom Prvog svjetskog rata bio je vrhovni zapovjednik bugarske vojske.

## Vojna karijera
Nikola Žekov je rođen 6. siječnja 1865. u Slivenu. Sin je Todora i Irine Žekov. Osnovnu školu pohađa u rodnom Slivenu, nakon čega je nekoliko godina prisiljen odustati od daljnjeg školovanja zbog loših materijalnih prilika koje su uzrokovane bankrotom oca koji se bavio trgovinom. Godine 1881. odlazi na školovanje u Sofiju gdje 1883. završava srednju školu. Te iste godine upisuje Vojnu školu u Sofiji. Pred izbijanje Srpsko-bugarskog rata bugarski ministar obrane Mihail Kantakuzin ukazom je dozvolio se da pripadnici druge generacije vojne škole kao dragovoljci mogu pridružiti pričuvnim jedincima bugarske vojske. Žekov se dobrovoljno javio, ali je odbijen iz psihofizičkih razloga. Uz dozvolu nadređenih odlazi u Plovdiv gdje se pridružuje 2. slivenskoj pričuvnoj pukovniji gdje zapovijeda satnijom. Zajedno s pukovnijom upućen je u Elhovo, te nakon toga prema Pirotu. Međutim, ubrzo je potpisano primirje, tako da pukovnija nije sudjelovala u ratnim operacijama, već se vratila u Sliven gdje je raspuštena, nakon čega je Žekov nastavio školovanje u Vojnoj školi u Sofiji.
U kolovozu 1886. Žekov sudjeluje u pokušaju svrgavanja kneza Aleksandra I. Battenberga. Puč nije uspio, te je Žekov zbog sudjelovanja u istom kao obični vojnik upućen na službu u 12. balkansku pješačku pukovniju u Staru Zagoru. Ubrzo je međutim, amnestiran, te se ponovno vraća na školovanje u Vojnu školu u Sofiji gdje diplomira u travnju 1887. godine. Nakon toga služi u 5. topničkoj pukovniji u Šumenu, a potom u 2. topničkoj pukovniji u Vraci. U kolovozu 1894. promaknut je u čin satnika, te upućen na školovanje u Vojnu akademiju u Torinu. Nakon što je istu uspješno završio 1898., vraća se u Bugarsku gdje preuzima zapovjedništvo nad 3. topničkom pukovnijom. Seli se u Plovdiv, a 1900. u Sofiju. 
U siječnju 1901. unaprijeđen je u čin bojnika, a te iste godine postaje predavačem u vojnoj školi. Od 1903. zapovjednik je Škole za pričuvne časnike u Knjaževu. U siječnju 1905. promaknut je u čin potpukovnika, dok čin pukovnika dostiže u svibnju 1909. godine. U ožujku 1910. imenovan je zapovjednikom 1. pješačke sofijske pukovnije koju dužnost obnaša do veljače 1912. kada postaje zapovjednikom Vojne škole. 
Na početku Prvog balkanskog rata Žekov je imenovan načelnikom stožera 2. armije. Žekov je zajedno sa zapovjednikom 2. armije Nikolom Ivanovim zagovarao da se djeluje u smjeru Edirnea, te da se zauzme tvrđava Odrin. Nakon određenog oklijevanja, opsada je započela 3. studenog 1912., te je okončana zauzimanjem Edirnea što je predstavljalo odlučujući udarac osmanskoj vojsci. Nakon završetka rata u svibnju 1913. imenovan je načelnikom stožera okupacijskih snaga u Zapadnoj Trakiji.
Tijekom Drugog balkanskog rata Žekov je ostao na položaju načelnika stožera 2. armije. Armija je držala liniju bojišta duž obale Egejskog mora i donjeg toka rijeke Strume. Napadnuta od strane grčkih snaga armija je pružala jak otpor organizirano se povlačeći prema sjeveru, te kasnije sudjelujući u pokušaju okruživanja istih što je zaustavljeno zbog potpisivanja primirja i kraja rata.

Tijekom 1913-14. nalazi se u diplomatskoj misiji u Konstantinopolu pokušavajući dogovoriti vojni sporazum između Bugarske i Osmanskog carstva. Nakon povratka iz diplomatske misije tijekom 1914. obnaša dužnost pomoćnika načelnika Glavnog stožera, a od svibnja 1915. zapovijeda 8. tundžanskom pješačkom divizijom. U čin general bojnika promaknut je 2. kolovoza 1915., nakon čega je 5. kolovoza 1915. imenovan ministrom rata u vladi Vasila Radoslavova. Navedenu dužnost obnaša do 24. rujna 1915. kada je pred ulazak Bugarske u rat na strani Centralnih sila imenovan vrhovnim zapovjednikom bugarske vojske.

## Prvi svjetski rat
Bugarska je u rat na strani Centralnih sila ušla 1. listopada 1915. napadom na Srbiju. Tijekom dva iduća mjeseca u suradnji s njemačkom i austrougarskom vojskom bugarska vojska je uspjela u potpunosti poraziti srpsku vojsku koja je bila prisiljena povući se preko Albanije na obalu Jadranskog mora nakon čega je prebačena na Krf. Nakon formiranja Solunskog bojišta Žekov pokušava kod njemačkog Glavnog stožera dobiti odobrenje za napad na Solun smatrajući da je to potrebno s obzirom na to da Grčka koja je proklamirala neutralnost to u stvarnosti nije bila. U tome nije uspio budući je njemačka vojska u tom vrijeme planirala ofenzivu kod Verduna.
Nakon ulaska Rumunjske u rat na strani Antante u rujnu 1916. bugarska vojska pod njemačkim zapovjedništvom uspijeva ponovno zauzeti južnu Dobrudžu koju je izgubila u Drugom balkanskom ratu, te veći dio Rumunjske. Na Solunskom bojištu Žekovljeve snage uspijevaju pobijediti kod Florine i zauzeti Kavallu. U listopadu 1916. unaprijeđen je u čin general poručnika.
Tijekom ljeta 1918. Žekov se teško razbolio, te je 8. rujna 1918. prisiljen otići u Beč na liječenje ostavljajući zapovjedništvo vojske svome zamjeniku Georgi Todorovu. Na liječenju u Beču dočekuje i slom bugarske vojske i potpisivanje Solunskog primirja.

## Između dva rata
Nakon završetka rata Žekov je kao germanofil 4. listopada 1918. otpušten iz vojske. Nakon nekoliko mjeseci boravka u Beču, pokušao se vratiti u Bugarsku, ali mu je ulaz u istu zabranjen od strane bugarske vlade. Vratio se i to u Budimpeštu gdje je bio prihvaćen od strane mađarske vlade i francuske vojne misije. U jesen 1919. prisiljen je napustiti Budimpeštu koju su zauzele jedinice rumunjske vojske, te se ponovno vratio u Beč. U međuvremenu, bugarska je vlada podigla optužnicu protiv cjelokupnog Radoslavovljevog kabineta zbog ulaska u rat Bugarske na strani Centralnih sila i poraza u ratu. Spreman da se suoči s optužnicom vraća se u Bugarsku gdje je 21. listopada 1921. osuđen na kaznu zatvora u trajanju od 10 godina uz oduzimanje svih građanskih i političkih prava. Pritom nije osuđen zbog toga što je za vrijeme rata bio zapovjednikom vojske, već stoga što je bio ministar rata 43 dana u vladi Vasila Radoslavova.

Nakon tri godine izdržane kazne, 1924. godine je amnestiran, te pušten iz zatvora. Po otpuštanju iz zatvora posvetio se znanstvenom radu vezano uz vojnu tematiku i pisanju memoara. Od 1931. predaje i na vojnoj akademiji, a u svibnju 1936. je promaknut u čin generala pješaštva. Od 1937. glavni je urednik časopisa Bugarska vojna misao.

## Drugi svjetski rat
Tijekom Drugog svjetskog rata Žekov je uspostavio prisne odnose s Adolfom Hitlerom. Nakon poraza Francuske, u srpnju 1940. na poziv njemačkog Glavnog stožera posjećuje Pariz, te obilazi bojišta na kojima su se vodile borbe. Počasni je predsjednik nacionalističkog i pro-njemačkog Saveza bugarskih nacionalnih legija. U ožujku 1942. od strane Adolfa Hitlera dodijeljena mu je nagrada od 500.000,00 reichmaraka zbog njegovih zasluga u Prvom svjetskom ratu koju nagradu je donirao zakladi namijenjenoj vojnoj obuci bugarskih časnika.

## Nakon rata
U rujnu 1944. Žekov je emigrirao u Njemačku. Od strane Narodnog suda 1. veljače 1945. osuđen je na smrt koja kazna međutim, nikad nije izvršena s obzirom na to da nije bio dostupan. 
Nikola Žekov preminuo je 1. studenog 1949. godine u 86. godini života u Füssenu u Njemačkoj. Njegovi posmrtni ostaci su 7. studenog 1992. premješteni u Vojni mauzolej u Sofiji.

## Vanjske poveznice
(eng.) Nikola Žekov na stranici First World War.com

(bug.) Nikola Žekov na stranici Bulgarianhistory.org

(bug.) Nikola Žekov na stranici Boinaslava.net

(bug.) Nikola Žekov na stranici Encyclopedia.1914-1918-online.net

(bug.) Nikola Žekov na stranici Boiniznamena.com

(češ.) Nikola Žekov na stranici Valka.cz

(rus.) Nikola Žekov na stranici Hrono.ru